# وونوکلاسی
وونوکلاسی (به چکی: Vonoklasy) یک منطقهٔ مسکونی در جمهوری چک است که در شهرستان پراگ-غرب واقع شده‌است.